# FK Radnički Lukavac
El FK Radnički Lukavac es un equipo de fútbol de Bosnia y Herzegovina que juega en la Segunda Liga de la Federación de Bosnia y Herzegovina.

## Historia
Fue fundado en el año 1921 en la ciudad de Lukavac y durante el periodo dentro del fútbol de Yugoslavia lo pasó en las divisiones regionales.
Fue hasta mediados de los años 1990 tras la disolución de Yugoslavia y la independencia de Bosnia y Herzegovina que el club tuvo notoriedad como en la temporada de 1995/96 que el club logró el subcampeonato de la Premijer liga, y en la siguiente temporada llega a las semifinales de la Copa de Bosnia y Herzegovina donde es eliminado por el FK Željezničar Sarajevo.
El club descendió de la Premijer liga en la temporada 1999/2000, permaneciendo en la Primera Liga de Bosnia y Herzegovina hasta que vuelve a descender en la temporada 2016/17.

## Rivalidades
El principal rival del club es el FK Sloboda Tuzla, ubicado en el sur del territorio, la cual es promovida por sus respectivos grupos de aficionados, los Sioux del FK Radnički Lukavac y los Fukare del Sloboda. Esta rivalidad fue bastante violenta durante el periodo de Yugoslavia provocando varios incidentes violentos, aunque en los recientes enfrentamientos ha habido más control y menos incidentes.

## Palmarés
- Segunda Liga de la Federación de Bosnia y Herzegovina (1): 2011–12